# Ласло Тороцкаи
Ласло Тороцкаи (на унгарски: Toroczkai László) е унгарски националист, председател и основател на партия Наша родина. В периода от 1996 до 2000 година членува в Партията на унгарска истина и живот, в периода от 2016 до 2018 година е член на Движение за по-добра Унгария (Йобик).

## Биография
Ласло Тороцкаи е роден на 10 март 1978 година в град Сегед, Унгария. Завършва Сегедския университет.
През 2013 година е избран за кмет на село Ашотхалом със 71,5 % от гласовете, което е отделна община по границата със Сърбия. През 2015 година предлага на правителството да построи ограда по границата си, за да спре растящия брой мигранти които преминават незаконно границата на Унгария.